# Mes chères études
Mes chères études (bra: Meus Caros Estudos) é um telefilme francês de 2010 dirigido por Emmanuelle Bercot. Teve um lançamento nos cinemas na Polônia e na Itália. É baseado no livro Mes chères études de Laura D.

## Enredo
Laura é uma estudante que trabalha em um call center. Um dia ela desmaia em público durante uma palestra porque não comeu o suficiente. Ela recebe o conselho de processar seus pais, mas seus pais da classe trabalhadora não podem pagar mais. Pouco depois, quando ela está em casa, o fornecedor de energia corta a energia por causa dos pagamentos em atraso. Assim que a eletricidade está de volta, ela navega na Internet em busca de um emprego adicional. Eventualmente, ela acaba em um site duvidoso onde homens maduros anunciam para conhecer mulheres. Ela contata um homem chamado Joe, que quer pagá-la por lhe fazer companhia. Quando eles se encontram, ela fica muito nervosa e obviamente muito envergonhada, mas seu pretendente experiente consegue dar um eufemismo à situação. Ele diz a ela que este negócio é apenas fantasia e hoje em dia tudo está à venda, incluindo a realização da fantasia. Seu pagamento permite que ela pague contas e dê uma festinha. Ela continua a encontrar homens por dinheiro e Joe se torna um cliente regular. Mas enquanto ela se acostuma com o dinheiro, ela não se acostuma com o que ela tem que fazer por ele. Os clientes ultrapassam as linhas e roubam seu dinheiro e, finalmente, até mesmo Joe faz isso. Laura sofre um colapso.

## Elenco
- Déborah François como Laura
- Alain Cauchi como Joe
- Mathieu Demy como Benjamin
- Benjamin Siksou como Manu
- Joseph Braconnier como o cliente do carro
- Marc Chapiteau como o fotógrafo abusivo

## Recepção
A crítica MaryAnn Johanson escreveu que o filme foi "bem representado" e "muito mais triste do que escandaloso".  Outros críticos também reconheceram a atuação de Déborah François, mas o roteiro foi avaliado como não convincente devido à falta de "desenvolvimento adequado da personagem".